# Comté d'Oneida (Idaho)
Pour les articles homonymes, voir Comté d'Oneida.
Le comté d’Oneida est l'un des 44 comtés de l’État de l’Idaho, aux États-Unis. Il a été organisé le 22 janvier 1864 en tant que partie du Territoire de l’Idaho. À l’époque le siège est Soda Springs, dans l’actuel comté de Caribou. Le siège a été déplacé vers Malad City en 1866 car cette ville était en expansion démographique et du fait de sa situation géographique entre Corinne, Utah, et les mines de Butte.
Le nom du comté provient du lac Oneida, dans l’État de New York, d’où la plupart des premiers habitants étaient originaires.

## Géolocalisation
|                 | Comté de Power             | Comté de Bannock       |
| Comté de Cassia | Comté d'Oneida             | Comté de Franklin      |
|                 | Comté de Box Elder, (Utah) | Comté de Cache, (Utah) |

## Démographie
| 1870  | 1880  | 1890  | 1900  | 1910   | 1920  |
| ----- | ----- | ----- | ----- | ------ | ----- |
| 1 922 | 6 964 | 6 819 | 8 933 | 15 170 | 6 723 |

| 1930  | 1940  | 1950  | 1960  | 1970  | 1980  |
| ----- | ----- | ----- | ----- | ----- | ----- |
| 5 870 | 5 417 | 4 387 | 3 603 | 2 864 | 3 258 |

| 1990  | 2000  | 2010  | 2020  | - | - |
| ----- | ----- | ----- | ----- | - | - |
| 3 492 | 4 125 | 4 286 | 4 564 | - | - |